# ダライ・ノール
ダライ・ノール（Dalai Nur）とは、中華人民共和国内モンゴル自治区ヘシグテン旗に位置する湖。

## 概要
ダライ湖(達里湖)とも表記され、古くは魚児濼、答児海子とも記された。長春真人は魚児濼に設置されたジャムチ(駅伝)を利用してチンギス・カンの下まで旅をしたことが知られている。
大元ウルスが成立すると、ダライ・ノール湖畔にコンギラト部の夏営地である、応昌城が建設された。明朝が大元ウルスを攻撃した時、ウハート・ハーンは応昌にまで逃れ、この地で病死している。李文忠率いる明軍は洪武3年(1370年)に応昌を陥落させてマイダリ・バラらを捕虜とした。明朝はこの地に応昌衛を設置したが長続きせず、応昌城は廃墟となった。
日本人の鳥居龍蔵はモンゴルの旅行中、ダライ・ノール及び応昌旧城を訪れている。
熔岩による堰止湖である。面積は22,833㎡、平均水深は約5m、最も深い地点では13m、貯水量は16億㎥、湖水は貢格爾河を主要な水源とする。この他、周辺地帯にはダライ・ノールを源泉とする湧き水が存在する。
ダライ・ノール一帯は動植物が豊富で、魚類はフナやコイ等が生息する。鳥類はマガモ、サカツラガン、カモメ、ハクチョウ、マナヅル、タンチョウ等が生息する。 